# Ліпова (Вадовицький повіт)
Ліпова (пол. Lipowa) — село в Польщі, у гміні Спитковіце Вадовицького повіту Малопольського воєводства.
Населення — 87 осіб (2011).

## Історія
У 1975-1998 роках село належало до Бельського воєводства, підпорядковувалося районній адміністрації у Вадовицях.

## Демографія
Демографічна структура станом на 31 березня 2011 року:
|          | Загалом | Допрацездатний вік | Працездатний вік | Постпрацездатний вік |
| -------- | ------- | ------------------ | ---------------- | -------------------- |
| Чоловіки | 41      | 5                  | 31               | 5                    |
| Жінки    | 46      | 11                 | 23               | 12                   |
| Разом    | 87      | 16                 | 54               | 17                   |